# Nazajutrz (film 1983)
Nazajutrz (ang. The Day After) – film science fiction w reżyserii Nicholasa Meyera wydany w 1983 r. Opowiada o wojnie jądrowej między USA a ZSRR. W USA premierowy pokaz telewizyjny miał miejsce 20 listopada 1983, kilka dni po zakończeniu ćwiczeń NATO pod kryptonimem Able Archer 83. Telewizja Polska wyświetliła ten film już 26 stycznia 1984.

## Obsada
- Arliss Howard: Tom Cooper
- William Allyn: Profesor
- David Kaufman: Chłopak w stodole
- Doug Scott: Danny Dahlberg
- John Cullum: Jim Dahlberg
- Antonie Becker: Ellen Hendry
- Ellen Anthony: Joleen Dahlberg
- Jason Robards: Dr Russell Oakes
- Bibi Besch: Eve Dahlberg
- John Lafayette: Rentgenolog
- Lori Lethin: Denise
- Steve Guttenberg: Stephen Klein

## Opis fabuły
Mała miejscowość Lawrence w stanie Kansas, usytuowane mniej więcej w środku Stanów Zjednoczonych, sąsiadująca z bazą wojskową, staje się głównym celem ataku nuklearnego. Ludzie, którzy przeżyli atak, kryją się w schronach, organizują polowy szpital, a później próbują nawet uprawiać skażoną ziemię. Brakuje im wszystkiego: jedzenia, czystej nieskażonej wody. Wielu zaczyna zapadać na chorobę popromienną. Powoli zbliża się koniec ludzkości.